# 比伯倫巴赫河
47°11′17″N 7°34′25″E / 47.18813°N 7.57365°E

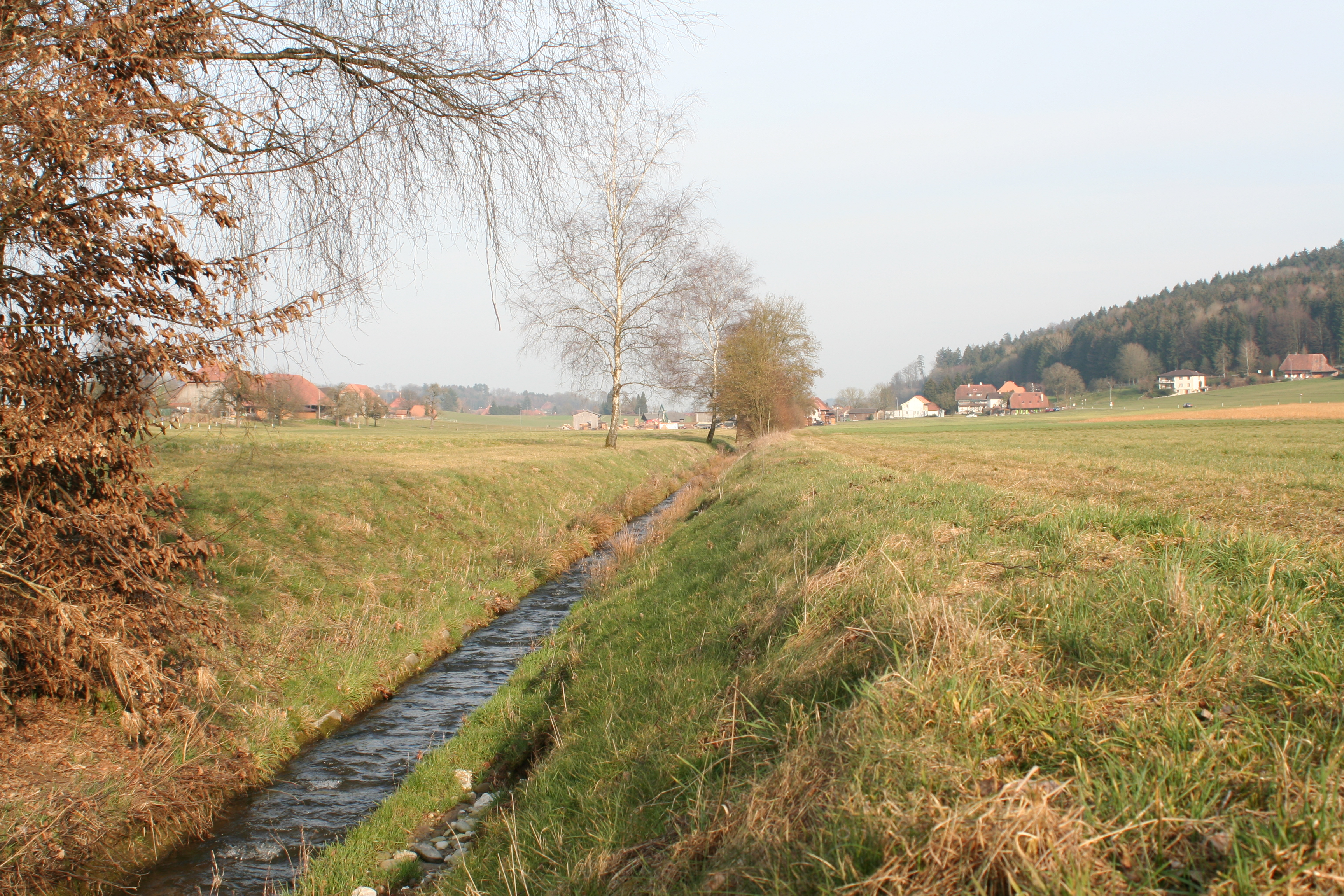

比伯倫巴赫河是瑞士的河流，位於該國北部，流經索洛圖恩州，屬於埃默河的左支流，河道全長15公里，流域面積29平方公里，發源自呂特斯維爾-格希利維爾附近，河口處在比伯里斯特東北面。